# Breve historia del planeta verde
 Breve historia del planeta verde  es una película coproducción de Alemania, Argentina, Brasil y España filmada en colores dirigida por Santiago Loza sobre su propio guion que se estrenó el 30 de mayo de 2019 y que tuvo como actores principales a Romina Escobar, Paula Grinszpan y Luis Sodá.

## Sinopsis
Cuando Tania, una joven transexual, debe hacerse cargo de una criatura extraterrestre, recibe ayuda de Pedro y Daniela, sus  amigos de siempre, para trasladarla al lugar donde apareció por primera vez iniciando así un viaje por zonas desconocidas que los llevarán a mirar dentro de sí mismos.

## Reparto
Intervinieron en el filme los siguientes intérpretes:
- Romina Escobar ... Tania
- Paula Grinszpan ... Daniela
- Luis Sodá ... Pedro
- Elvira Onetto

## Críticas
María Fernanda Mugica en La Nación opinó:

”…mezcla elementos de ciencia ficción, aventura, drama y un sentido del humor particular...Tal vez sea un chiste fácil decir que la película es un poco extraterrestre, ya que uno de sus personajes lo es literalmente. Pero allí parece estar la clave de un film en el que la noción de lo diferente predomina en su narrativa y su estética…Cuando...descubren un extraterrestre moribundo...establecen una comunión de amor y empatía que es una continuación de aquella que mantienen entre ellos desde la infancia, cuando la unión de sus diferencias les permitió superar el desprecio y el maltrato de los que los trataban como si fueran de otro planeta... excelentes interpretaciones del trío protagónico de esta película singular, que logra una conexión tanto intelectual como afectiva.

Nazarena Brega escribió en Clarín:

”Una sensación de extrañeza ensoñada teñida por la alegoría constante...relato sobre la amistad de tres personajes marginales…La historia es muy sencilla, pero Loza consigue que esta road movie coquetee con el cine de aventuras, la ciencia ficción, la fotonovela, el drama, la comedia y algún género más. El director se encargó de definir Breve historia... como una película trans, no por alguna necesidad de etiquetar a Tania, sino para dar cuenta de las mutaciones que atraviesa la narración… la película...por momentos se acerca a una especie de cine infantil sobre las amistades y los lazos familiares…Pero existe otra dimensión mucho más oscura en esta película inquietante por la tensión latente que transmite casi toda escena... Loza reflexiona sobre las heridas y el duelo en una película que, en el contexto del cine argentino contemporáneo, parece salida de otra galaxia.

## Premios y nominaciones
El filme ganó el Premio Teddy al mejor largometraje de cine LGTB en el Festival Internacional de Cine de Berlín de 2019 y en el Buenos Aires Festival Internacional de Cine Independiente de 2019  obtuvo el Premio otorgado por la Asociación de Cronistas Cinematográficos de la Argentina a la Mejor Película y fue nominada para el Premio a la Mejor Película de Argentina del Festival.